# Evgueni Steblov
Evgueni Iourievitch Steblov (en russe : Евгений Юрьевич Стеблов), né le 8 décembre 1945 à Moscou (URSS), est un acteur soviétique et russe. Il est artiste du peuple de la fédération de Russie (1993).

## Biographie
Il sort de l'Académie d'art dramatique Chtchoukine en 1966 et entre au théâtre Lenkom de Moscou, puis en 1969 dans la troupe du théâtre Mossoviet.
Il fait ses débuts au cinéma, dans le film de Gueorgui Danielia Je m'balade dans Moscou aux côtés de Nikita Mikhalkov et de Galina Polskikh.
Il est aussi metteur en scène de théâtre et auteur de nouvelles.

## Décorations
- Ordre de l'Honneur (1998)
- Ordre du Mérite pour la Patrie de 4e classe (2006)
- ordre de l'Amitié (2017)

## Filmographie partielle
- 1963 : Je m'balade dans Moscou : Sacha
- 1964 : Adieu, les gosses ! : Vitia Anikine
- 1968 : La Leçon de littérature (Урок литературы) : Konstantin Mikhaîlovitch (Kostia)
- 1976 : La Princesse au petit pois (Принцесса на горошине) de Boris Rytsarev : poète
- 1976 : Esclave de l'amour (Раба любви) : l'acteur Kanin
- 1979 : Quelques jours de la vie d'Oblomov : père d'Oblomov
- 1981 : Le Chien des Baskerville (Собака Баскервилей) : docteur Mortimer
- 1992 : Makarov (Макаров) : Fiodor Protassov
- 1999 : Le Barbier de Sibérie : le grand-duc